# Halowe Mistrzostwa Europy w Lekkoatletyce 2023 – bieg na 1500 m kobiet
Bieg na 1500 metrów kobiet – jedna z konkurencji biegowych rozgrywanych podczas halowych lekkoatletycznych mistrzostw Europy w hali Ataköy Arena w Stambule.
Tytułu mistrzowskiego z 2021 nie broniła Elise Vanderelst.

## Terminarz
| Data    | Godzina |            |
| ------- | ------- | ---------- |
| 3 marca | 11:30   | Eliminacje |
| 4 marca | 20:00   | Finał      |

## Rekordy
Tabela prezentuje halowy rekord świata, rekord Europy w hali, rekord halowych mistrzostw Europy, a także najlepsze osiągnięcia w hali na świecie i w Europie w sezonie 2023 przed rozpoczęciem mistrzostw.
|                                               | Zawodniczka   | Wynik   | Miejsce   | Data                |
| --------------------------------------------- | ------------- | ------- | --------- | ------------------- |
| Rekord świata                                 | Gudaf Tsegay  | 3:53,09 | Liévin    | 9 lutego 2021(dts)  |
| Rekord Europy                                 | Abeba Aregawi | 3:57,91 | Sztokholm | 6 lutego 2014(dts)  |
| Rekord mistrzostw Europy                      | Laura Muir    | 4:02,39 | Belgrad   | 4 marca 2017(dts)   |
| Najlepszy wynik na świecie w 2023 roku (hala) | Gudaf Tsegay  | 3:57,47 | Liévin    | 15 lutego 2023(dts) |
| Najlepszy wynik w Europie w 2023 roku (hala)  | Laura Muir    | 4:03,07 | Nowy Jork | 11 lutego 2023(dts) |

## Wyniki

### Eliminacje
Awans: 3 najlepsze z każdego biegu (Q) oraz 3 z najlepszymi czasami wśród przegranych (q).
| Poz. | Bieg | Zawodniczka             | Reprezentacja   | Czas    | Uwagi |
| ---- | ---- | ----------------------- | --------------- | ------- | ----- |
| 1.   | 1    | Claudia Bobocea         | Rumunia         | 4:07,63 | Q,    |
| 2.   | 1    | Sofia Ennaoui           | Polska          | 4:07,91 | Q,    |
| 3.   | 1    | Katie Snowden           | Wielka Brytania | 4:08,27 | Q     |
| 4.   | 1    | Sintayehu Vissa         | Włochy          | 4:08,54 | q     |
| 5.   | 1    | Vera Hoffmann           | Luksemburg      | 4:08,73 | q,    |
| 6.   | 1    | Hanna Hermansson        | Szwecja         | 4:09,32 | q,    |
| 7.   | 3    | Esther Guerrero         | Hiszpania       | 4:10,48 | Q     |
| 8.   | 3    | Ellie Baker             | Wielka Brytania | 4:10,65 | Q     |
| 9.   | 3    | Kristiina Mäki          | Czechy          | 4:10,86 | Q,    |
| 10.  | 3    | Nathalie Blomqvist      | Finlandia       | 4:10,91 |       |
| 11.  | 3    | Marissa Damink          | Holandia        | 4:11,38 |       |
| 12.  | 3    | Şilan Ayyıldız          | Turcja          | 4:11,55 | PB    |
| 13.  | 3    | Salomé Afonso           | Portugalia      | 4:16,59 |       |
| 14.  | 1    | Berenice Cleyet-Merle   | Francja         | 4:18,58 |       |
| 15.  | 2    | Laura Muir              | Wielka Brytania | 4:23,20 | Q     |
| 16.  | 2    | Marta Pen Freitas       | Portugalia      | 4:23,30 | Q     |
| 17.  | 2    | Águeda Marqués          | Hiszpania       | 4:23,39 | Q     |
| 18.  | 2    | Weronika Lizakowska     | Polska          | 4:23,57 |       |
| 19.  | 2    | Federica Del Buono      | Włochy          | 4:23,59 |       |
| 20.  | 2    | Joceline Wind           | Szwajcaria      | 4:25,14 |       |
| 21.  | 2    | Lenuța Petronela Simiuc | Rumunia         | 4:29,07 |       |

### Finał
| Poz. | Zawodniczka       | Reprezentacja   | Czas    | Uwagi |
| ---- | ----------------- | --------------- | ------- | ----- |
| 01 ! | Laura Muir        | Wielka Brytania | 4:03,40 |       |
| 02 ! | Claudia Bobocea   | Rumunia         | 4:03,76 | PB    |
| 03 ! | Sofia Ennaoui     | Polska          | 4:04,06 | PB    |
| 4.   | Esther Guerrero   | Hiszpania       | 4:04,86 | PB    |
| 5.   | Katie Snowden     | Wielka Brytania | 4:07,68 |       |
| 6.   | Marta Pen Freitas | Portugalia      | 4:07,95 | SB    |
| 7.   | Águeda Marqués    | Hiszpania       | 4:08,72 | PB    |
| 8.   | Vera Hoffmann     | Luksemburg      | 4:10,03 |       |
| 9.   | Sintayehu Vissa   | Włochy          | 4:10,05 |       |
| 10.  | Hanna Hermansson  | Szwecja         | 4:10,48 |       |
| 11.  | Ellie Baker       | Wielka Brytania | 4:10,96 |       |
| 12 ! | Kristiina Mäki    | Czechy          | DNF     |       |